# Kattnäs kyrka

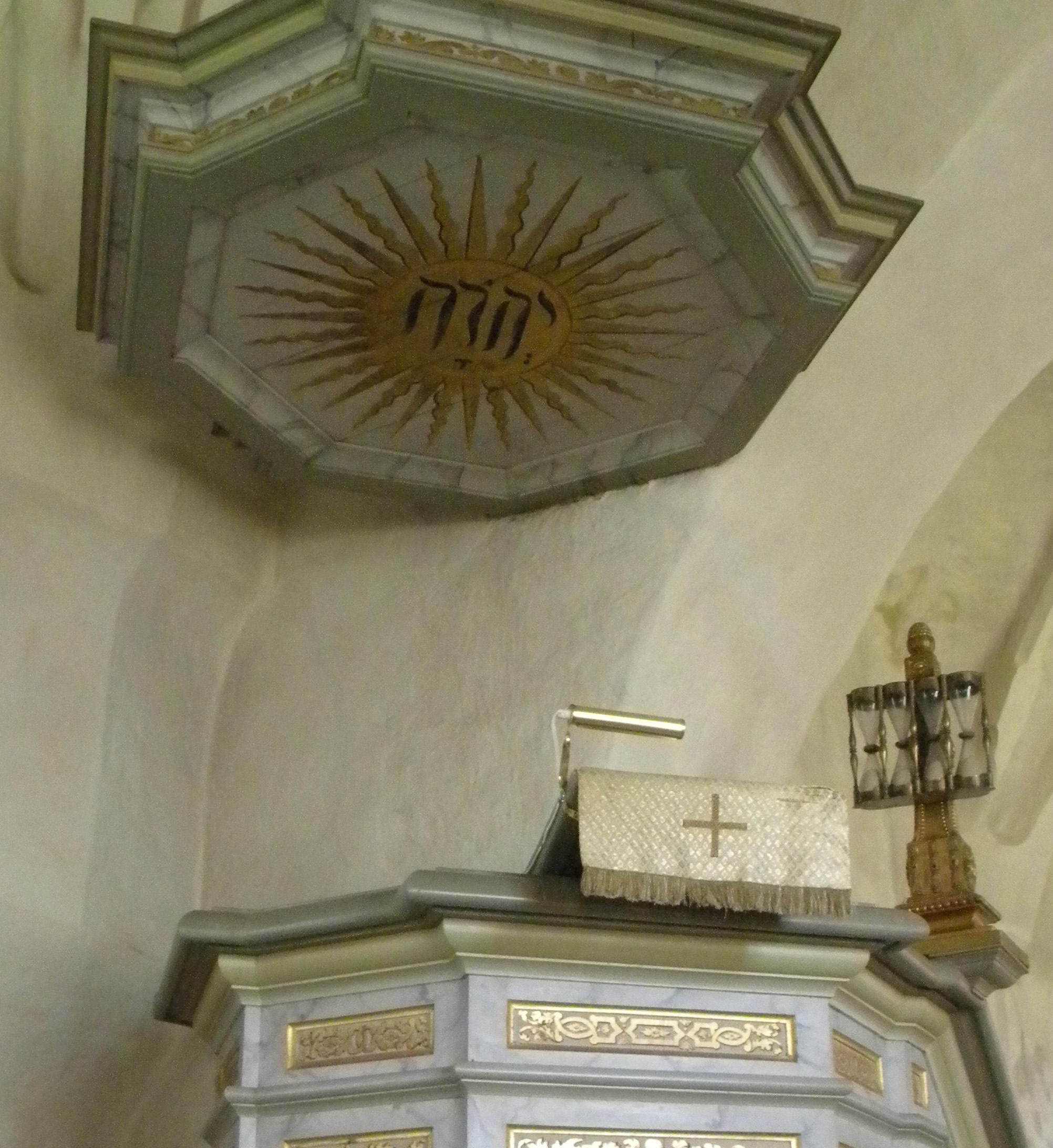
Predikstolens tak med Guds namn JHWH på hebreiska.

Kattnäs kyrka är en kyrkobyggnad i Frustuna församling i Strängnäs stift belägen högt över sjön Klemmingen.

## Kyrkobyggnaden
Kyrkans äldsta del är koret som uppfördes under slutet av 1100-talet. Troligen var koret ett kapell som hade ingång i väster. Ganska snart under 1200-talets första hälft tillbyggdes en sakristia. Omkring mitten av 1200-talet tillkom långhuset och vid 1200-talets slut byggdes kyrktornet. Även ett numera rivet vapenhus byggdes till. På 1600-talet tillkom en hög tornspira som förolyckades 1856. Kyrkan har i motsats till de flesta andra kyrkor en synnerligen väl bevarad medeltida form.

## Inventarier
- I tornet hänger en enda kyrkklocka som har daterats till 1200-talet och är troligen landskapets äldsta.
- Altartavlan är från 1785 och predikstolen är från 1705. Triumfkrucifixet är från 1400-talet.
- Dopfunten har en slät cuppa och är kyrkans äldsta inventarium.
- Predikstolen från 1705 har ett tak med gudsnamnet JHWH på hebreiska (se bild till höger). De fyra hebreiska bokstäverna, som läses från höger till vänster, kallas tetragrammaton eller tetragrammet och uttalas på svenska Jahvé eller Jehová.
- 1875 tillkom en orgel med 5 stämmor och en manual byggd av E. A. Setterquist & Son, Örebro. Den var en gåva av församlingsmedlemmen löjtnant Axel Ludvig Grevesmühl på Norrtuna slott.[1]

## Nuvarande status
Kyrkan är stängd under vinterhalvåret, sista september till midsommar. Öppnas endast för begravningar. Under sommarhalvåret används kyrkan mest till dop och vigslar och någon enstaka gudstjänst.